# 금강 자전거길

금강 자전거길은 금강하구둑과 대청댐을 잇는 자전거도로이다. 드넓은 금강변으로 펼쳐진 갈대와 조용한 자전거 전용로드는 이곳이 자전거 천국임을 여실히 보여준다. 금강 자전거길은 청주시와 대전광역시의 경계점인 대청댐에서 시작하여 대전광역시, 세종특별자치시, 공주시, 부여군, 논산시 강경읍, 익산시 등을 지나 전북특별자치도 군산시 금강하구둑에서 끝난다.

## 인증센터
금강 자전거길 종주를 증명하기 위하여 설치된 인증센터는 6개로 대청댐, 세종보, 공주보, 백제보, 익산성당포구, 금강하구둑에 위치하고 있다. 
금강하구둑 철새조망대 인증센터는 상류에서 하류방향으로 오다보면 보이지 않게 담 뒤에 숨어 있고, 특히 시시때때로 들어서는 허접한 행사용 천막들 사이에 가려져 있어 라이더들로 하여금 인증센터 찾기가 보물찾기처럼 어렵다.
종주인증을 위해서는 강 건너 있는 금강하구둑 조류생태전시관에 별도 있는 인증센터까지 먼 길을 더 가야한다는 점이다. 게다가 금강하구둑 인근에 있는 금강시민공원이나 휴게소 등지에 잡상인들이 많아 시끄럽고 쓰레기가 많으며, 잡상인들이 자주 이용하는 소형 트럭이 인도는 물론 자전거길까지 마구 파헤친 결과 자전거길 노면 상태가 썩 좋지 않고, 차도와 자전거길, 사람들이 구간구간 섞여 있다.

## 같이 보기
- 낙동강 자전거길
- 한강 자전거길
- 영산강 자전거길